# Ted Williams
Theodore Samuel Williams (ur. 30 sierpnia 1918, zm. 5 lipca 2002) – amerykański zawodowy baseballista i menadżer baseballu. Przez 21 lat w Major League Baseball grał jako środkowozapolowy w Boston Red Sox (1939–1942 i 1946–1960). Williams dwukrotnie wygrał American League zdobywając tytuł MVP, sześciokrotnie wygrał w klasyfikacji uderzeń i dwukrotnie zdobył Potrójną Koronę (w 1942 i 1947). Dziewiętnastokrotny gracz Meczu Gwiazd, dostał się do Galerii Sław Baseballu w 1966.
Wśród jego licznych przydomków były: "The Kid", "The Splendid Splinter", "Teddy Ballgame", "The Thumper", "Mr Red Sox", "Toothpick Ted" oraz, z powodu sprawności uderzeń, "The Greatest Hitter Who Ever Lived". Kariera Williamsa została dwukrotnie przerwana przez służbę wojskową, był pilotem United States Marine Corps. Zagorzały rybak, prowadził show telewizyjny o rybactwie, a jego nazwisko zostało w 1999 umieszczone w International Game Fish Association Hall of Fame.

## Życie prywatne
Ted Williams urodził się w San Diego jako Teddy Samuel Williams, nosząc imiona nadane po jego ojcu, Samuel Stuart Williams, oraz Teddy Roosevelt. Zmienił potem swoje imię na Theodore. Ojciec był żołnierzem, szeryfem i fotografem w Nowym Jorku, a matka May Venzor pochodziła z El Paso (Teksas), gdzie służyła w Armii Zbawienia.
Williams mieszkał w sąsiedztwie North Park w San Diego (4121 Utah Street), a podstaw baseballu nauczył go wuj Saul Venzor, były pół-profesjonalny gracz baseballu, który grał kiedyś przeciwko Babe Ruth, Lou Gehrig, i Joe Gordon.
W trakcie swojej kariery wielokrotnie podkreślał, że chce być znany jako "Największy uderzający, jaki kiedykolwiek żył" ("The greatest hitter who ever lived"). Williams mówił, że jego celem jest, aby ludzie wskazywali na niego i mówili: "Oto idzie Ted Williams, największy uderzający jaki kiedykolwiek żył" ("There goes Ted Williams, the greatest hitter who ever lived.").

## Styl gry
Williams pilnie studiował uderzanie. Używał lżejszego kija niż większość, ponieważ wtedy mógł uderzać szybciej. Biograf Leigh Montville wspomina, że Hillerich & Bradsby dali Williamsowi cztery kije o wadze 34 uncje i jeden ważący 33 1/2 uncji, i poprosili o rozpoznanie, który kij jest lżejszy, co udało mu się wykazać. W 1970 napisał książkę The Science of Hitting (Naukowe podejście do uderzania) (wydanie poprawione 1986), która nadal jest lekturą wielu graczy w baseball. Williams do późnej starości z entuzjazmem dyskutował o uderzaniu; rozmowa z Tonym Gwynnem została sfilmowana dla telewizji.
Williamsowi brakowało szybkości w stopach, toteż w ciągu 19-letniej kariery zaliczył tylko 24 skradzionych baz.

## Zakończenie kariery
Po raz ostatni w MLB zagrał 28 września 1960 w meczu przeciwko Baltimore Orioles na Fenway Park, a w swoim ostatnim podejściu do odbicia zdobył home runa. Po przejściu na emeryturę, Williams uczył uderzania nowego lewozapolowego Carla Yastrzemskiego. 18 listopada 1991 został uhonorowany Presidential Medal of Freedom przez prezydenta George’a Busha.
Ted Williams Tunnel w Bostonie (grudzień 1995), oraz Ted Williams Parkway (California State Route 56) w San Diego (1992) zostały nazwane jego nazwiskiem jeszcze za jego życia.

## Śmierć
Pod koniec życia Williams cierpiał na kardiomiopatie. W listopadzie 2000 został mu wstawiony rozrusznik serca, a w styczniu 2001 przeszedł operację na otwartym sercu. Po serii udarów mózgu i ostrej niewydolności serca, 5 lipca 2002, w wieku 83 lat, zmarł w Citrus Hills na Florydzie z powodu nagłego zatrzymania krążenia.
Pomimo że w testamencie życzył sobie kremacji, a prochy miały być rozsypane na Florida Keys, jego dzieci John-Henry i Claudia postanowiły poddać go krioprezerwacji.

Numer 9, z którym występował został zastrzeżony przez klub Boston Red Sox w 1984 roku.

Najstarsza córka, Bobby-Jo Ferrell, założyła sprawę sądową w celu ustalenia woli swego ojca. Prawnik Johna-Henry’ego okazał wówczas nieformalny "pakt rodzinny" podpisany przez Teda, Johna-Henry’ego i córkę Teda Claudię, w którym uzgadniają, że będą oni wszyscy "poddani biostazie po śmierci" ("to be put into biostasis after we die") aby "móc być razem w przyszłości, nawet jeśli to zaledwie szansa" ("be able to be together in the future, even if it is only a chance."). Bobby-Jo i jej prawnik, Richard S. "Spike" Fitzpatrick (były adwokat Teda Williamsa), orzekł, że pakt rodzinny, napisany na poplamionej atramentem serwetce, był sfałszowany przez Johna-Henry’ego i/lub Claudię. Fitzpatrick i Ferrell uważali, że podpis nie został uzyskany legalnie. Analiza laboratoryjna wykazała, że podpis był prawdziwy. John-Henry powiedział, że jego ojciec wierzył w naukę i chciał spróbować krioniki, skoro dawała szansę na ponowne połączenie rodziny.
W książce Ted Williams: The Biography of an American Hero, autor Leigh Montville twierdzi, że ów rodzinny pakt krioniczny powstał jako autograf Teda Williamsa na pustej kartce, wokół którego następnie napisano resztę umowy. Pakt był podpisany jako "Ted Williams", tak jak podpisywał się kiedy rozdawał autografy, natomiast według Montville'a dokumenty zawsze podpisywał "Theodore Williams". Jednak Claudia złożyła przysięgę, że autograf jest autentyczny. Dwoje prywatnych opiekunów Teda, którzy czuwali przy nim przez 24 godziny na dobę i rzekomo byli obecni w czasie podpisywania paktu, przysięgli jednak, że Johna-Henry’ego ani Claudii nie było tam w czasie, kiedy pakt miał być podpisany.
Po nieoczekiwanej chorobie i śmierci Johna-Henry’ego na białaczkę 6 marca 2004, jego ciało zostało również przetransportowane do Alcor Life Extension Foundation, jako wypełnienie rodzinnego paktu.
Według książki "Frozen", autorstwa Larry'ego Johnsona (byłego pracownika Alcor), głowa Williamsa została uszkodzona przez pracownika Alcor. Pomimo że Johnson nie był pracownikiem Alcor, kiedy Ted został poddawany krioprezerwacji w 2002, twierdził, że był świadkiem nieprawidłowego obchodzenia się z zamrożoną głową w czasie jej przenoszenia do dewara, w którym przebywa obecnie (jednak wielu pracowników Alcor temu zaprzecza). Pozwany przez Alcor Larry Johnson, w czasie procesu sądowego ponad 300 razy powoływał się na Piątą Poprawkę do Konstytucji USA (pozwalającą odmówić składania wyjaśnień, które wykazałyby własną winę). W 2009 autor książki "Frozen" został nakazem sądu pozbawiony prawa do wypowiadania się na temat Alcor.
Stadion drużyny Tampa Bay Rays, Tropicana Field, urządziło muzeum Teda Williamsa (dawniej w Hernando na Florydzie).